# Паркер, Эшли
Эшли Ребекка Паркер (англ. Ashley Rebecca Parker; род. 1982, Бетесда, Мэриленд) — американская журналистка, старший национальный политический корреспондент газеты The Washington Post. Писала для газеты The New York Times, журнала The Washingtonian и других.

## Личная жизнь
Паркер родилась и выросла в Бетесде, штат Мэриленд, США, в семье Брюса и Бетти Паркер. Её отец был президентом и chief executive Environmental Industries Association, ассоциации в Вашингтоне.
16 июня 2018 года она вышла замуж за Майкла Бендера, который в то время был репортёром газеты The Wall Street Journal в Белом доме.
В 2018 году у них родилась дочь Мазарин. У Паркер также есть падчерица.

## Образование
В 2001 году Паркер окончила Walt Whitman High School в Бетесде. Она также училась в Севильском университете в Испании. Владеет испанским языком.
В 2005 году с отличием окончила Пенсильванский университет, Филадельфия, где она изучала английский язык и коммуникации В 2005 получила Nora Magid Mentorship Prize. Прошла стажировку в газетах The New York Sun и Gaithersburg Gazette, которая принадлежит The Washington Post. Работала редактором и писателем в The Daily Pennsylvanian, газете Пенсильванского университета.

## Карьера
Работала исследователем у американской колумнистки Морин Дауд.
В 2017 году Паркер, после 11 лет работы в газете The New York Times, присоединилась к газете The Washington Post. Паркер была частью команды The Washington Post, которая получила Пулитцеровскую премию за национальный репортаж в 2018 году.
20 ноября 2019 года Паркер вместе с Рэйчел Мэддоу, Андреа Митчелл и Кристен Велкер выступила одним из модераторов президентских дебатов Демократической партии.
В 2021 году она стала главой бюро The Washington Post в Белом доме.
В 2022 году она была частью команды The Washington Post, получившей Пулитцеровскую премию за служение обществу.